# Гусарівська волость
Гусарівська волость — адміністративно-територіальна одиниця Ізюмського повіту Харківської губернії з центром у слободі Гусарівка.
Станом на 1885 рік складалася з 4 поселень, 4 сільських громад. Населення — 4181 особа (2102 чоловічої статі та 2079 — жіночої), 682 дворових господарства.
|                    | Площа, десятин | У тому числі орної, дес. |
| ------------------ | -------------- | ------------------------ |
| Сільських громад   | 8438           | 8438                     |
| Казенної власності | 157            | 154                      |
| Іншої власності    | 100            | 99                       |
| Загалом            | 8695           | 8691                     |

Основні поселення волості:
- Гусарівка — колишня державна слобода при річці Чепіль за 40 верст від повітового міста, 1017 осіб, 358 дворів, православна церква, школа, 3 лавки.
- Волобуївка — колишнє державне село, 907 осіб, 152 двори при річці Чепіль, православна церква, лавка.
- Шевелівка — колишнє державне село, 1318 осіб, 170 дворів при річці Чепіль, православна церква, школа, лавка.